# Crepidium hutchinsonianum
Crepidium hutchinsonianum là một loài thực vật có hoa trong họ Lan. Loài này được (Ames) Szlach. mô tả khoa học đầu tiên năm 1995.